# الهيئة العامة للبيئة
الهيئة العامة للبيئة هيئة حكومية كويتية، صدر قانون بإنشاءها في عام 1995، وكان منشأها إثر التلوث البيئي الذي انتشر في الكويت والخليج العربي إثر حرائق آبار النفط الكويتية من قبل الجيش العراقي إبّان الغزو العراقي للكويت.

## النشأة والتأسيس
أنشئت الهيئة العامة للبئية بناءاً على القانون رقم 21 لسنة 1995 والمعدل تحت رقم 16 لسنه 1996، وانتقلت الهيئة العامة للبيئة هذا العام إلى مبناها الجديد المعد بعناية ليشمل كافة الأقسام الممثلة للهيئة العامة للبيئة ونشاطاتها المتعددة كما صمم هذا المبنى ليكون من المباني الذكية والصديقة للبيئة بالكامل. ومن أبرز أولوياتها وضع وتطبيق السياسة العامة لحماية البيئة الكويتية والإعداد والإشراف على تنفيذ خطة عمل متكاملة تشمل جميع ما يتعلق بحماية البيئة على المدى القريب والبعيد، كما تختص الأولويات بوضع خطة شاملة لمواجهة الكوارث البيئية واتخاذ الاجراءات الضرورية لذلك، وتختص الهيئة أيضا بالرقابة على الأنشطة والاجراءات والممارسات المعنية بحماية البيئة ومتابعتها وتقييمها، ومن المعروف أن الدكتور محمد الصرعاوي والذي في الحقيقة كان له الدور الأساسي في تشكيل الهيئة عام 1995.

## إدارات الهيئة
- مركز نظم المعلومات
- إدارة التخطيط وتقييم المردود البيئي
- إدارة الالتزام البيئي
- إدارة التطوير الإداري والتدريب
- إدارة العلاقات الدولية
- إدارة رصد السواحل والتصحر
- مركز المختبرات التحليلية
- مكتب التفتيش والرقابة والطوارئ والبيئية
- إدارة رصد ومتابعة جودة الهواء'
- إدارة العلاقات العامة والتوعية البيئي
- المكتب الفني
- إدارة الشؤون المالية
- إدارة الشؤون الإدارية
- إدارة الشؤون القانونية
- إدارة الشؤون الهندسية
- إدارة البيئة الصناعية
- مكتب التخطيط الإستراتيجي
- مكتب الأبحاث والدراسات
- إدارة المحافظة على التنوع الأحيائي
- أمانة سر المجالس

## إنجازات الهيئة
شهد أداء الهيئة العامة للبيئة تقدماً كبيراً في عام 2009 في جميع مستويات مجالات السيطرة على المياه والموارد وتلوث الهواء والتربة ووضع وتطبيق السياسات العامة لحماية البيئة من أجل تحقيق التنمية المستدامة بما في ذلك توفير صحة بيئية ومعايير علمية مناسبة للإنسان والتركيز على التوسع الصناعي والإسكان بالتعاون مع الأنظمة المختصة في الدولة.
تسعى الهيئة خلال هذا العام للسيطرة على الأنشطة المتعلقة بالبيئة واتخاذ مختلف الإجراءات والممارسات اللازمة لحماية البيئة ومتابعة وتقدير ذلك وتحديد الملوثات والمعايير المختلفة للتوعية البيئية وإعداد القوانين واللوائح والمراسيم والأنظمة والشروط المتعلقة بحماية البيئة ومتابعة تنفيذها وإقامة دراسات بيئية ودعم الأبحاث ومتابعتها وتقدير وتقييم نتائجها وتحديد المشاكل التي أدت إلى تلوث البيئة من خلال المساعدة اللازمة من سلطات الدولة والأنظمة المعنية للبيئة. وتعمل الهيئة أيضاً على اقتراح الحلول المناسبة ومتابعة تطبيقاتها بالإضافة إلى دراسة الاتفاقيات الدولية والإقليمية المتعلقة بشؤون البيئة وإعطاء الرأي بشأن الانضمام إليها ووضع ومتابعة الإطار العام لبرنامج التوعية البيئية والتعليم البيئي من أجل جذب وعي المواطنين وحثهم على المشاركة في حماية البيئة. فيما يلي ملخصاً لأهم إنجازات الهيئة في السنوات الأخيرة.